# Ricardo Rosselló
Ricardo Antonio Rosselló Nevares (ur. 7 marca 1979 w San Juan) – portorykański polityk. W latach 2017–2019 był gubernatorem Portoryka.

## Życiorys
Jest synem Magy Nevaresy i Pedra Rosselló, który był gubernatorem Portoryka w latach 1993–2001. Rosselló ukończył Colegio Marista de Guaynabo. W 2001 roku Rosselló uzyskał bachelor’s degree na Massachusetts Institute of Technology (MIT) w dziedzinie inżynierii biomedycznej oraz ekonomii. Na Uniwersytecie Michigan otrzymał tytuł doktora inżynierii biomedycznej.
W związku z protestami przeciwko swojej osobie 24 lipca 2019 roku złożył rezygnację ze stanowiska gubernatora Portoryka.

## Życie prywatne
Od 2012 roku jest żonaty z Beatriz Isabel. Mają córkę Claudię.